# Pachnes
De Pachnes is een bergtop op het Griekse eiland Kreta, gelegen in het gebergte Lefka Ori in de gemeente Sfakia in het zuidwesten van Kreta. Met 2453 meter is deze slechts enkele meters lager dan het hoogste punt op Kreta, de Ida Psiloritis (2456 meter).
De top ligt in het hart van de Lefka Ori, te midden van enkele tientallen andere pieken van boven de 2000 meter. De omgeving lijkt nog het meest op een soort van maanlandschap. De top is niet moeilijk te bereiken, hoewel het een flinke wandeling is vanaf de dichtstbijzijnde plaats Anopolis (ruim 25 kilometer). Met een terreinwagen kan echter een groot deel van deze afstand overbrugd worden.
In de buurt van de Pachnes ligt de Samariakloof. Deze is echter niet te zien vanaf de top.